# Dichochrysa ifranina
Dichochrysa ifranina is een insect uit de familie van de gaasvliegen (Chrysopidae), die tot de orde netvleugeligen (Neuroptera) behoort. 
Dichochrysa ifranina is voor het eerst wetenschappelijk beschreven door Navás in 1936. Het taxon geldt echter als een nomen dubium.